# Marumba coreanus
Marumba coreanus är en fjärilsart som beskrevs av Bang-haas 1938. Marumba coreanus ingår i släktet Marumba och familjen svärmare. Inga underarter finns listade i Catalogue of Life.